# Guy Hurault de L'Hospital
Guy Hurault de L'Hospital  (mort à Paris le 3 décembre 1625) fut d'abord coadjuteur puis archevêque d'Aix de 1618 à 1625.

## Biographie
Guy Hurault de l'Hospital ou de l'Hôpital, seigneur de Vallegrand, est le fils de Michel Hurault de L'Hospital, seigneur de Belébat près de Marcoussis, chancelier du roi de Navarre, ambassadeur dans les Pays-Bas et en Allemagne et d'Olympe Du Faur. En avril 1618 il est choisi comme coadjuteur par son oncle l'archevêque d'Aix Paul Hurault de L'Hospital et il reçoit concomitamment le 2 avril le siège titulaire d'Augustopolis-en-Phrygie. Il est consacré en 1619 par ce même oncle et devient chancelier de l'université d'Aix. Il administre l'archidiocèse pendant les absences de son oncle et participe en 1621 à l'Assemblée du clergé de Bordeaux. Il succède à l'archidiocèse à la mort de son oncle le 8 septembre 1624. Pendant son bref épiscopat il favorise l'implantation des Chartreux (1624) et des Carmélites (1625) mais il meurt peu après à Paris le 3 décembre 1625 en participant à l'Assemblée générale du clergé.